# Куп пет нација 1978.
Куп пет нација 1978. (службени назив: 1978 Five Nations Championship) је било 84. издање овог најелитнијег репрезентативног рагби такмичења Старог континента. а 49. издање Купа пет нација.
Гренд слем је освојио Велс.

## Учесници
Напомена:
Северна Ирска и Република Ирска наступају заједно.
|   | Селекција                      | Стадион                             | Селектор    |
| - | ------------------------------ | ----------------------------------- | ----------- |
| 1 | Рагби репрезентација Француске | Парк принчева, Париз (48 718)       | Жан Декло   |
| 2 | Рагби репрезентација Енглеске  | Стадион Твикенам, Лондон (82 000)   | Мајк Дејвис |
| 3 | Рагби репрезентација Шкотске   | Стадион Марифилд, Единбург (67 144) | Дерик Грант |
| 4 | Рагби репрезентација Велса     | Кардиф армс парк, Кардиф (65 000)   | Џон Дејвис  |
| 5 | Рагби репрезентација Ирске     | Ленсдаун роуд, Даблин (48 000)      | Том Кирнан  |

## Такмичење
Француска - Енглеска 15-6
Ирска - Шкотска 12-9
Шкотска - Француска 16-19
Енглеска - Велс 6-9
Велс - Шкотска 22-14
Француска - Ирска 10-9
Шкотска - Енглеска 0-15
Ирска - Велс 16-20
Велс - Француска 16-7
Енглеска - Ирска 15-9

## Табела
|   | Селекција                      | ИГ | Д | Н | И | ПД | ПП | ПР  | Б |  |
| - | ------------------------------ | -- | - | - | - | -- | -- | --- | - |  |
| 1 | Рагби репрезентација Велса     | 4  | 4 | 0 | 0 | 67 | 43 | +32 | 8 |  |
| 2 | Рагби репрезентација Француске | 4  | 3 | 0 | 1 | 51 | 47 | +5  | 4 |  |
| 3 | Рагби репрезентација Енглеске  | 4  | 2 | 0 | 2 | 42 | 33 | +5  | 4 |  |
| 4 | Рагби репрезентација Ирске     | 4  | 1 | 0 | 3 | 46 | 54 | -8  | 2 |  |
| 5 | Рагби репрезентација Шкотске   | 4  | 0 | 0 | 4 | 39 | 68 | -29 | 0 |  |